# Aristeo Biancolini
Aristeo Biancolini (Chianciano Terme, 11 dicembre 1924 – Siena, 5 gennaio 2021) è stato un partigiano e politico italiano.

## Biografia
Figlio del falegname Priamo e di Fernanda, entrambi antifascisti e perseguitati, fino all'età di diciassette anni visse a Chianciano, per poi trasferirsi a Roma a casa di parenti per continuare gli studi. Fin quando i parenti non raccontarono al ragazzo che cosa dovettero subire i suoi genitori, insieme ad altre ventiquattro persone, che i fascisti consideravano pericolosi e che furono percossi, torturati ed incarcerati, ciò ne causò la presa di coscienza.
Entrò nelle prime bande di renitenti alla leva e di partigiani che iniziarono a costituirsi tra la Val d'Orcia e la Val di Chiana nel novembre del 1943 e fece parte della Formazione Mario Mencatelli del raggruppamento Monte Amiata. Con il suo plotone, di cui fecero parte un americano ed altri militari italiani in fuga da un campo di prigionia, saboratono una centrale telefonica ad Abbadia San Salvatore e catturarono alcuni fascisti, che liberarono, tranne uno, ritenuto colpevole di aver martirizzato da vent'anni gente innocente. Fu messa ai voti la sua sorte e venne deciso di fucilarlo, ma alla fine, sapendo che aveva quattro figli piccoli e la moglie malata di tisi, venne deciso di liberarlo. Il 29 giugno 1944, Chianciano fu liberata.
Nel dopoguerra aderì al Partito Socialista Italiano schierandosi con la corrente di sinistra ma rifiutando settarismi, di cui fu anche dirigente regionale. Fu eletto sindaco di Chianciano a soli 27 anni e fu anche assessore e consigliere comunale a Siena. Successivamente si schierò, militò e fu dirigente provinciale e regionale con il Partito Socialista Italiano di Unità Proletaria, il Partito di Unità Proletaria e infine Democrazia Proletaria. Quando la moglie Marina si ammalò le fu vicino sino in fondo. Chianciano Terme, nell’ottantesimo anniversario della Liberazione dal nazifascismo, nella cerimonia guidata dalla sindaca Grazia Torelli, ha voluto dedicare a Biancolini la piazza antistante il Museo Civico Archeologico.
Uno degli aspetti che Biancolini non ha mai dimenticato, neppure da vecchio, è stato quello di ascoltare e di parlare con i giovani: discussioni complesse sull’ordine mondiale, la pace e la guerra, la giustizia sociale, l'oppressione dei popoli, la società dei consumi e il capitalismo nelle sue varianti. A tutti i ragazzi mostrava il suo "Libro di cultura militare" sul quale aveva dovuto studiare nella scuola fascista e che ogni volta si portava dietro affinché i giovani si rendessero conto delle differenze.
Nel novembre 2024 presso "Le Stanze della Memoria" di Siena ha avuto luogo un incontro con Pietro Clemente e Stefano Moscadelli con la curatrice dell'Archivio di Aristeo Biancolini che ne sta sistemando il riordino.